# Album med titlen Live
Album med tilten Live eller lignende titler listet alfabetisk eller navnet på bandet eller kunstnere:

## 0–9
- Live af 311[1]

## A
- ABBA Live af ABBA[2]
- Live af AC/DC[3]
- Live af Alice in Chains[4]
- Live af All Sons & Daughters[5]
- America Live af America[6]
- Live af Angel Witch[7]
- Live! af April Wine[8][9]

## B
- Live af Bad Brains[10]
- Live af Erykah Badu[11]
- Live af Bang Tango[12]
- Live af Barclay James Harvest[13]
- Live! af The Beau Brummels[14]
- Live EP af Breaking Benjamin[15]
- Live! af Chuck Berry
- Live af Big Fat Snake
- Live af The Black Crowes[16]
- Live! af Carla Bley[17]
- Live af Blind Guardian[18]
- Live[note 1] af Blondie[19]
- Live af The Bouncing Souls[20]
- Live af Built to Spill[21]
- Live af Burning Spear[22]
- Live af Terence Blanchard[23]

## C
- Live af Candlemass[24]
- Catch 22 Live af Catch 22[25]
- Live af Champion[26]
- Ray Charles Live af Ray Charles[27]
- Live af Chizh & Co[28]
- Live af City and Colour[29]
- Live af Clouseau[30]
- Live af Corneille[31]
- Live! af Billy "Crash" Craddock[32]
- LIVE! af Crush 40[33]

## D
- Alive 1997 af Daft Punk
- Alive 2007 af Daft Punk
- Live af DecembeRadio[34]
- Live af Deftones[35]
- Live af The Dubliners
- Live! af Dune[36]

## E
- Live! af Jonathan Edwards[37]
- Live af Eurythmics

## F
- Live af Face to Face
- Live af Five.Bolt.Main
- Live af Fleetwood Mac
- Live! af Frank Gambale

## G
- Marvin Gaye Live! af Marvin Gaye
- Live af Generation X
- Genesis Live af Genesis
- Live af Gipsy Kings
- Live af Golden Earring
- Live/Dead af Grateful Dead
- Live!! af Guitar Wolf

## H
- Live af Happy Mondays
- Live!, af Huck-A-Bucks
- Live af Donny Hathaway
- Live! af Scott Henderson
- Live af Terri Hendrix
- Live! af Terumasa Hino

## I
- Live af Iron Butterfly
- Live!! +one af Iron Maiden
- Live! af The Isley Brothers

## J
- Live af The Jacksons
- Live af Jesus Jones
- Live af Jonas Brothers

## K
- Live af Kaipa
- Live! af Kasabian
- Live af Kix
- Live af Klinik
- Live! af Habib Koité og Bamada
- Live af Korn
- Live af Alison Krauss & Union Station
- Live! af Fela Kuti

## L
- Live af Luciano

## M
- Live! af MC Hellshit & DJ Carhouse
- Live af Natalie MacMaster
- Live af The Mars Volta
- Masta Killa Live af Masta Killa
- Live! af Bob Marley & the Wailers[38]
- Sarah McLachlan Live af Sarah McLachlan
- Live af Metal Church
- Live! af The Monkees
- Live! af Vinnie Moore
- Live at Rome Olympic Stadium af Muse

## N
- live af Ednita Nazario
- Nena Live (1995) af Nena
- Nena Live (1998) af Nena
- Nena Live Nena af Nena
- Live af New Riders of the Purple Sage
- Live af News
- Live af The Northern Pikes
- Live af Tig Notaro[39]
- Live af Michael Nyman

## O
- Live af The Only Ones
- Live af Our Lady Peace

## P
- Live af Vanessa Paradis
- Live! af Patti LaBelle
- Live! One Night Only af Patti LaBelle
- Live af Peatbog Faeries
- Live af Poco
- Live! af The Police
- Live af Pigmy Love Circus
- Live af Pokolgép

## R
- R.E.M. Live af R.E.M.
- Live af Return to Forever
- Live af Reverend
- Live af Robert Rich
- Live af Roxus
- Live af Running Wild

## S
- Live af Sade[40]
- Live af Saint Vitus
- Live! af Irène Schweizer og Joey Baron
- Live af Sebastian
- Live af Sensational Alex Harvey Band
- Live af Sedes
- Live! af Selena
- Shania Twain Live af Shania Twain
- Show of Hands Live af Show of Hands
- Pacifier Live af Shihad (as Pacifier)
- Live af Sleepytime Gorilla Museum
- Live! af Lonnie Liston Smith
- Live af The Smithereens
- Live af Soft Cell
- Live af The Sounds
- Live af Split Lip Rayfield
- Live! af Status Quo
- Steve Miller Band Live! af Steve Miller Band
- Live af Sunny Day Real Estate
- Live af Sweetbox
- Switchfoot: Live – EP af Switchfoot

## T
- Live af James Taylor
- Live af They Might Be Giants (1999)
- Life/Live af Thin Lizzy
- Live af Thunder
- Trapt Live! af Trapt
- Live af Lela Tsurtsumia
- Live af Tanya Tucker
- Tina Live af Tina Turner
- Live af Trouble Funk

## U
- Live af Usher[41][42]

## V
- Anna Vissi Live af Anna Vissi[43] (2004)
- Live! af Anna Vissi (1993)

## W
- Live af Bob Weir og Rob Wasserman
- Live af Włochaty

## Y
- Live af YU grupa

## Z
- Live af Zebra